# Southern (Hongkong)
Southern (chin. trad.: 南區) – jedna z 18 dzielnic Specjalnego Regionu Administracyjnego Hongkong Chińskiej Republiki Ludowej.
Dzielnica jest położona w południowej części regionu Wyspa Hongkong. Jej powierzchnia wynosi 38,8 km², liczba mieszkańców według danych z 2006 roku wynosiła 275 162, co przekłada się na gęstość zaludnienia wynoszącą 7 083 os./km².

## Galeria

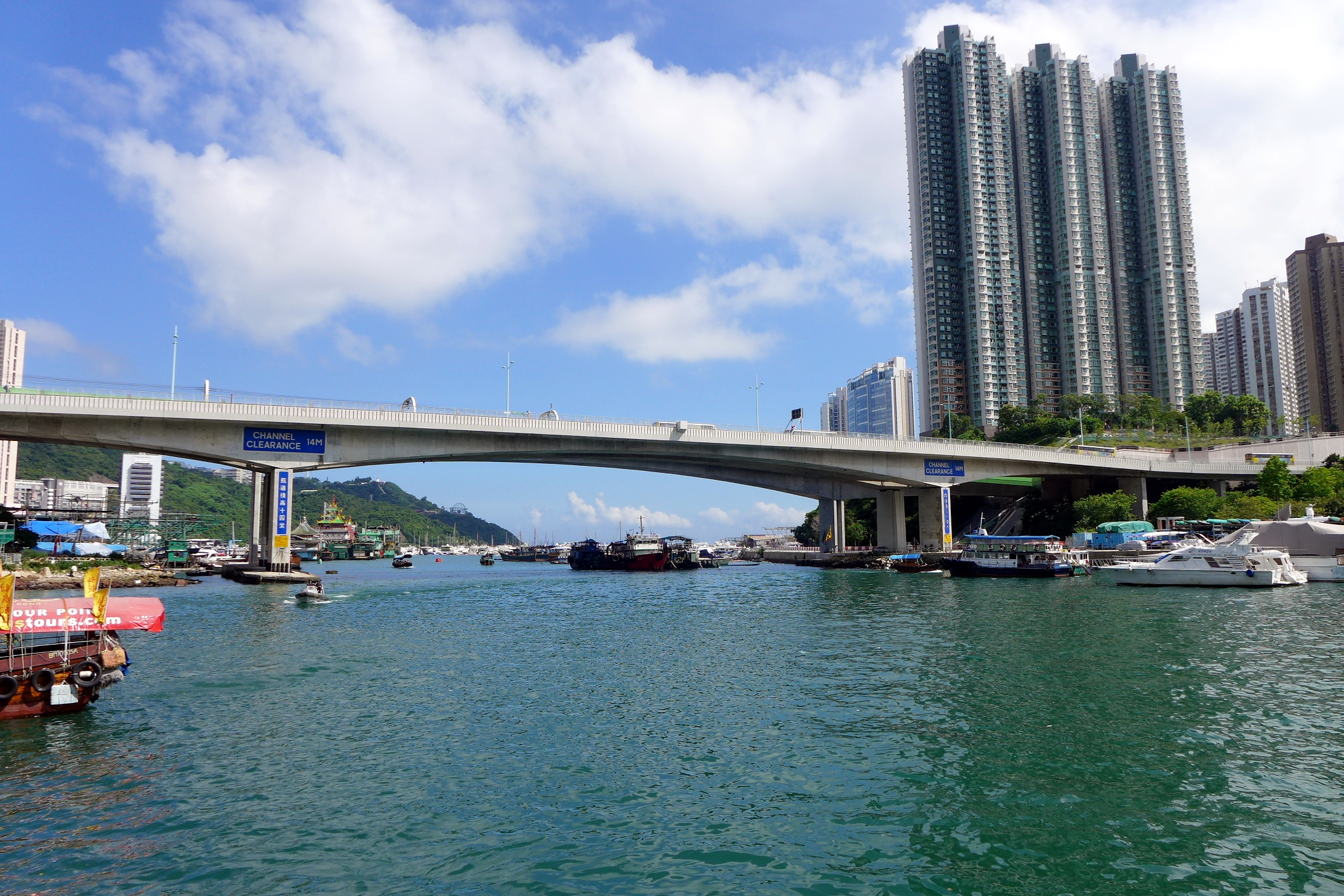
Most Ap Lei Chau, Aberdeen
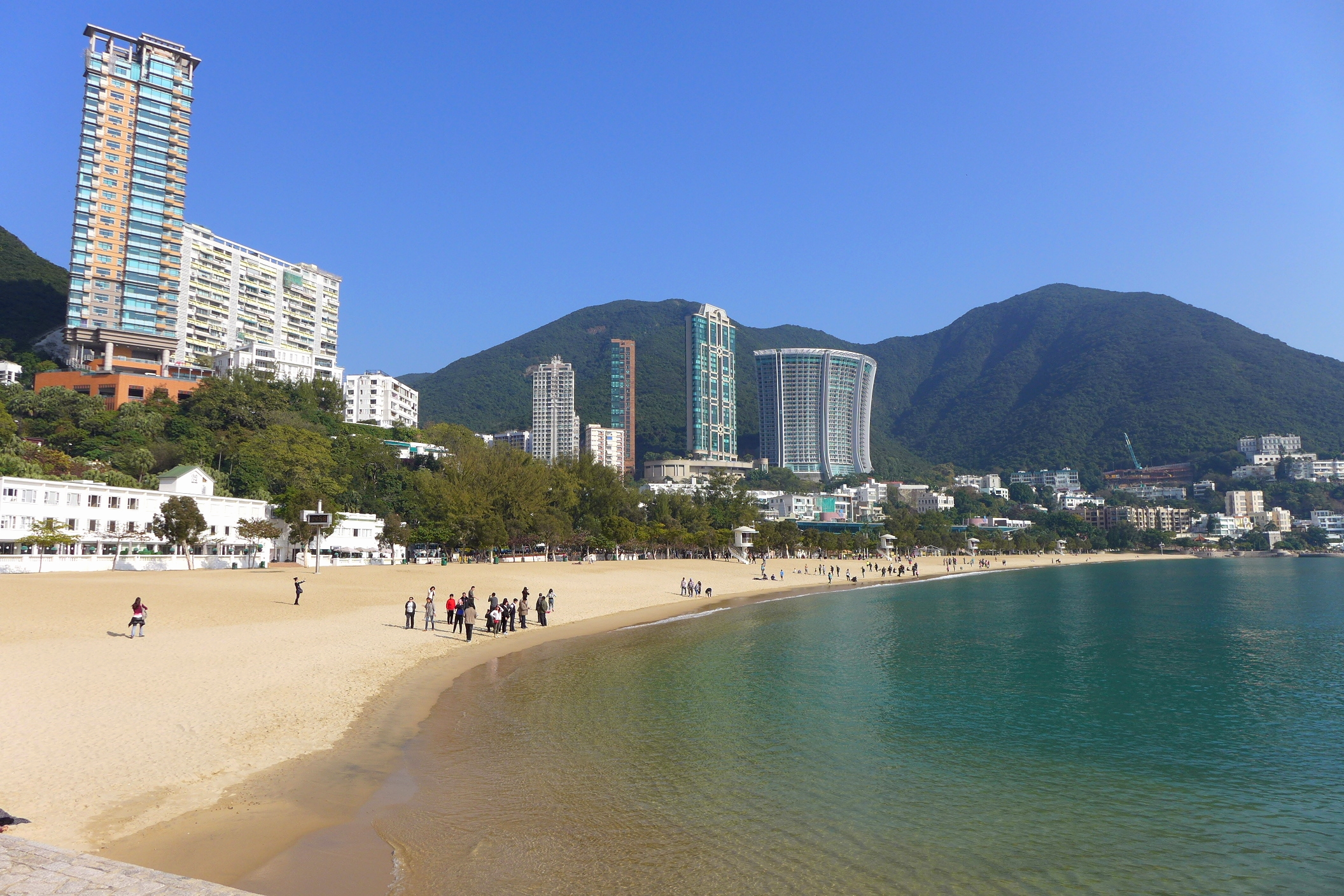
Repulse Bay
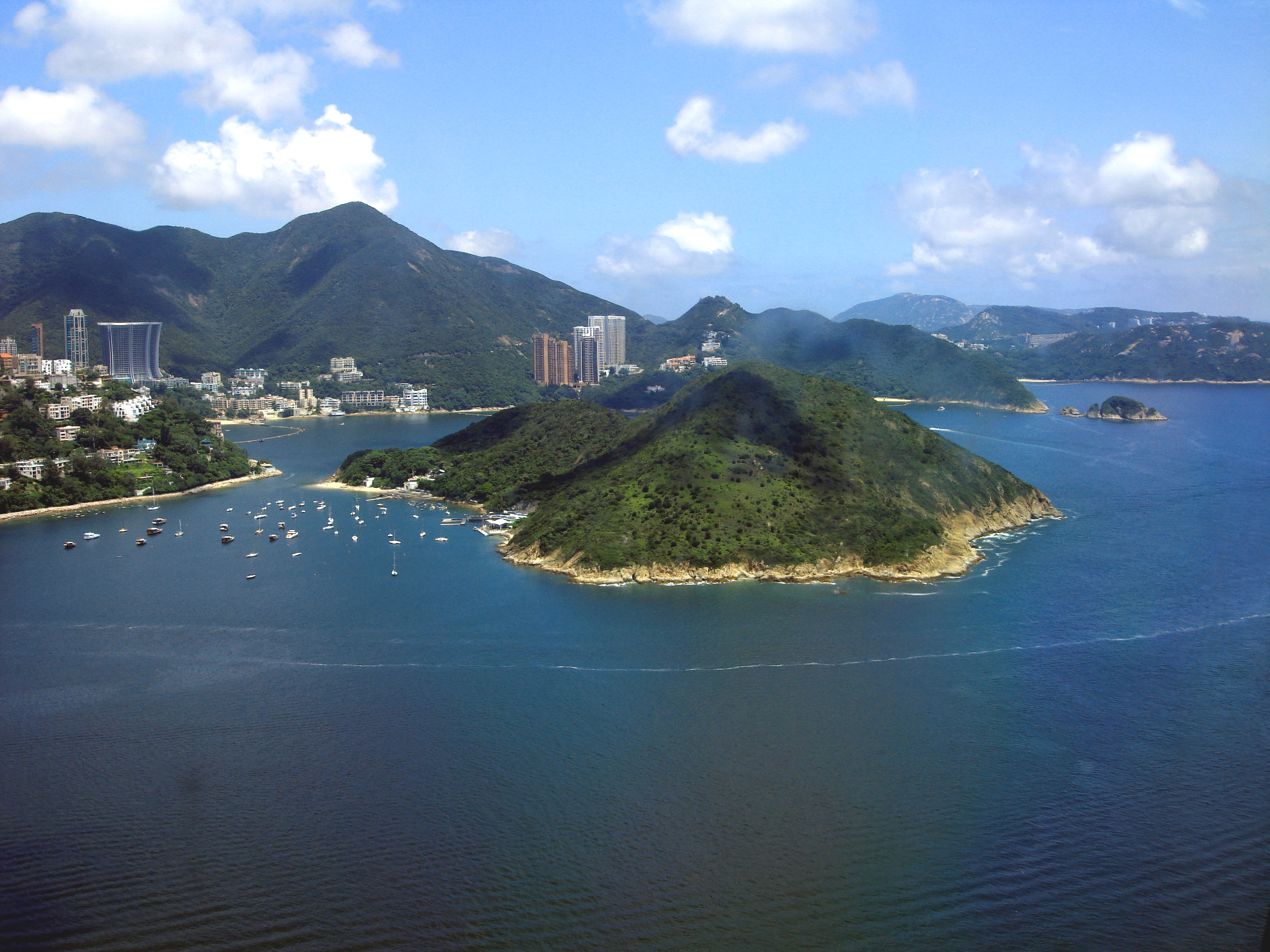
Middle Island
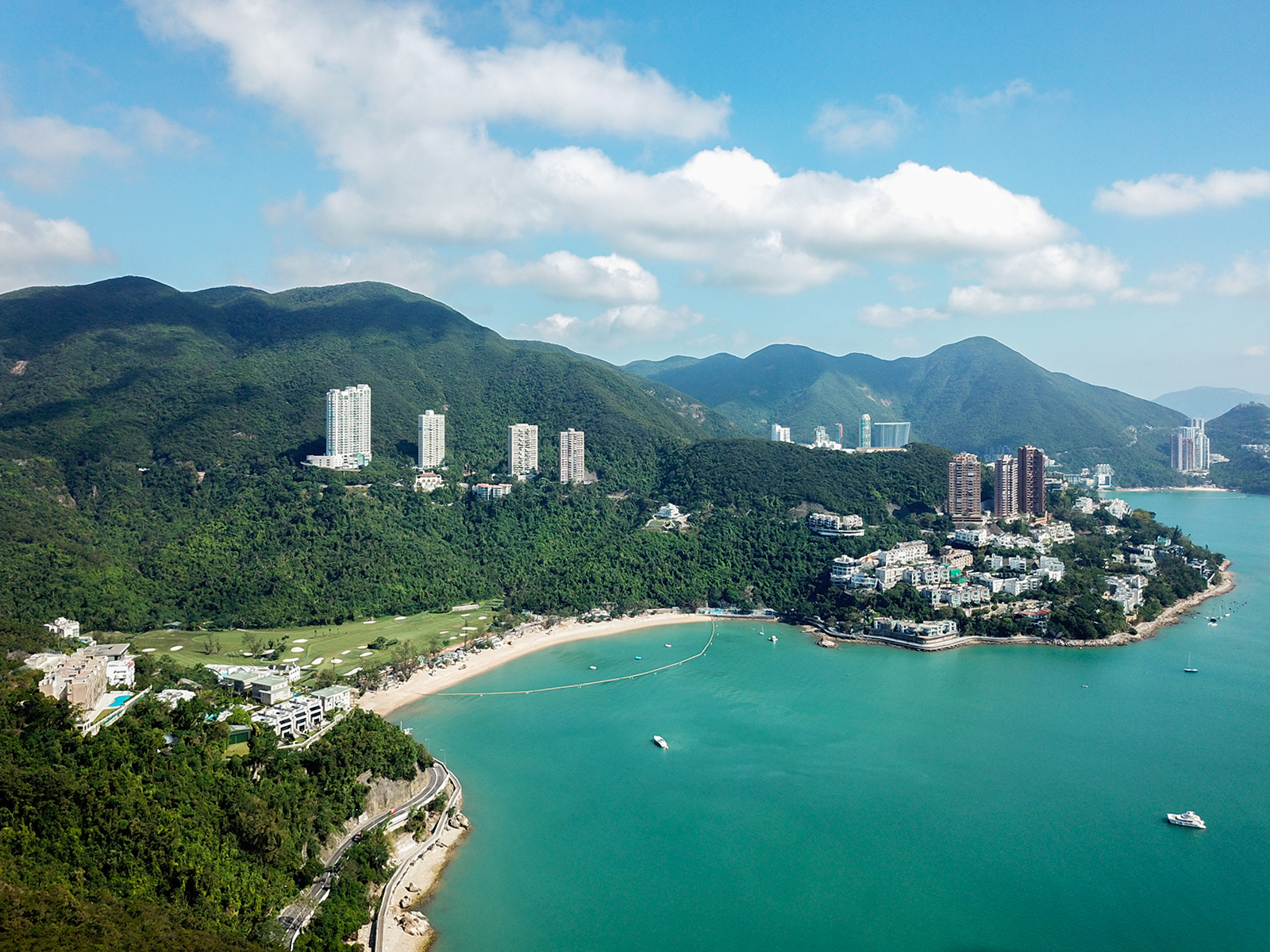
Deep Water Bay